# Río Agabama
El río Agabama es un río de la vertiente meridional de la isla de Cuba.

## Curso
Nace en los cerros de Santa Clara (sierra de Agabama), recorre 118 km entre las Escambray al oeste y la sierra de Sancti Spíritus al este; pasa, entre otros, por el municipio de Fomento y desemboca en el mar Caribe en el sur de la isla, formando delta; en este tramo final recibe el nombre de Manatí. 
Es uno de los principales ríos de la provincia de Sancti Spíritus y uno de los que discurren por el llamado Valle de los Ingenios, lugar declarado [[Patrimonio de la Humanidad por la Unesco. Durante los años 1980 se realizaron vertidos fuertemente contaminantes a este río por parte de las centrales Ramón Ponciano, F.N.T.A. y la Papelera Pulpa Cuba.